# ガル・ティンリンツェンジュ
ガル・ティンリンツェンジュ（チベット語: མགར་ཁྲིང་འབྲིང་བཙན་བྲོད་、生年不明 - 699年）は、古代チベット帝国（吐蕃）の政治家、軍人。ツェンポ（王）のティ・ドゥーソンを補佐し政治を取り仕切った。漢文史料は論欽陵、大論欽陵、論起政などを名前に付けた。ガル・トンツェンユルスンの次男で、ガル・ツェンニャドムプの弟。
699年、ツェンポは東部に割拠して国政を王と二分していたガル一族の粛清を目論み、軍を率いてガル氏の拠点を襲撃し、ガル・ティンリンツェンジュを自殺に追い込んだ。その子のガル・マンブジ（མང་བུ་རྗེ་、漢名は論弓仁）は吐谷渾の7000帳を率いて武周へ亡命した。